# L'Île-d'Olonne
L'Île-d'Olonne é uma comuna francesa na região administrativa da Pays de la Loire, no departamento de Vendéia. Estende-se por uma área de 19,23 km². Em 2010 a comuna tinha 2 797 habitantes (densidade: 145,4 hab./km²).